# Лялін Павло Миколайович
Павло Миколайович Лялін (16 листопада 1903, місто Тула, тепер Російська Федерація — ?) — радянський діяч, голова Новгородського облвиконкому. Депутат Верховної ради РРФСР 3—4-го скликань.

## Біографія
Народився в родині робітника. Закінчив професійно-технічну школу в місті Тулі. У 1915—1922 роках — кур'єр, слюсар на Тульському патронному заводі.
У 1925—1926 роках — у Червоній армії.
Член РКП(б) з 1925 року.
У 1926—1931 роках — студент Сільськогосподарської академії імені Тімірязєва в Москві.
У 1931—1935 роках — технічний директор радгоспу в Тульській області, технічний директор радгоспу «Альошино» Ухтомського району Московської області. У 1935—1938 роках — директор радгоспу, завідувач Броницького районного земельного відділу, директор машинно-тракторної станції (МТС) Броницького району Московської області.
У 1938—1939 роках — начальник Сортоводно-насіннєвого відділу Народного комісаріату землеробства РРФСР.
У 1939—1944 роках — секретар Свердловського районного комітету ВКП(б) міста Москви; заступник народного комісара землеробства Російської РФСР. У 1944 році — завідувач сектора Управління кадрів ЦК ВКП(б).
У 1944—1949 роках — відповідальний працівник Бюро ЦК ВКП(б) по Молдавії.
У 1949—1950 роках — інструктор сільськогосподарського відділу ЦК ВКП(б).
У лютому 1950 — серпні 1954 року — 1-й заступник голови виконавчого комітету Кримської обласної ради депутатів трудящих.
У серпні 1954 — липні 1957 року — голова виконавчого комітету Новгородської обласної ради депутатів трудящих.
З липня 1957 до 1960 року працював у Новгородській радпартшколі.
З 1960 року — на пенсії. Подальша доля невідома.

## Нагороди
- орден Червоної Зірки (1945)
- медалі